# Luciosoma pellegrinii
Luciosoma pellegrinii är en fiskart som beskrevs av Popta, 1905. Luciosoma pellegrinii ingår i släktet Luciosoma och familjen karpfiskar. Inga underarter finns listade i Catalogue of Life.